# Николас, Адольфо
Адо́льфо Никола́с (исп. Adolfo Nicolás, 29 апреля 1936, Вильямурьель-де-Серрато, Испания — 20 мая 2020, Токио, Япония) — генерал Общества Иисуса (иезуиты), тридцатый по счёту глава ордена и двенадцатый после его восстановления в 1814 году.

## Биография
Родился 29 апреля 1936 года в Вильямурьель-де-Серрато, Паленсия.
В 1953 году в городе Аранхуэс вступил в новициат Общества Иисуса. Обучался в университете города Алькала-де-Энарес, где в 1960 году получил степень лиценциата по философии. Затем отправился в Японию для углубления знания японского языка и культуры, до 1964 года изучал теологию в Университете Софии (Токио), 17 марта 1967 года был рукоположён в сан священника.
С 1968 по 1971 год учился в Папском Григорианском университете в Риме, где получил степень доктора богословия. После своего возвращения в Японию Николас был профессором теологии Университета Софии в течение следующих тридцати лет.
С 1978 по 1984 год был директором Восточноазиатского пастырского института Манильского университета на Филиппинах. В 1993 году назначен провинциалом иезуитов в Японии. Этот пост он занимал до 1999 года, после чего провёл в Японии ещё 4 года, занимаясь пасторской работой среди бедных иммигрантов в Токио. В 2004 году вернулся на Филиппины, был назначен президентом конференции провинциалов Восточной Азии и Океании.
19 января 2008 года на тридцать пятой Генеральной конгрегации Общества Иисуса был избран новым главой ордена вместо подавшего в отставку Петера Ханса Кольвенбаха.
В мае 2014 года, с согласия папы Франциска, принял решение о подаче прошения об отставке на Генеральной конгрегации ордена в 2016 году в связи с преклонным возрастом.
Николас, кроме родного испанского, владел каталонским, английским, итальянским, французским и японским языками.